# Anemone coronaria

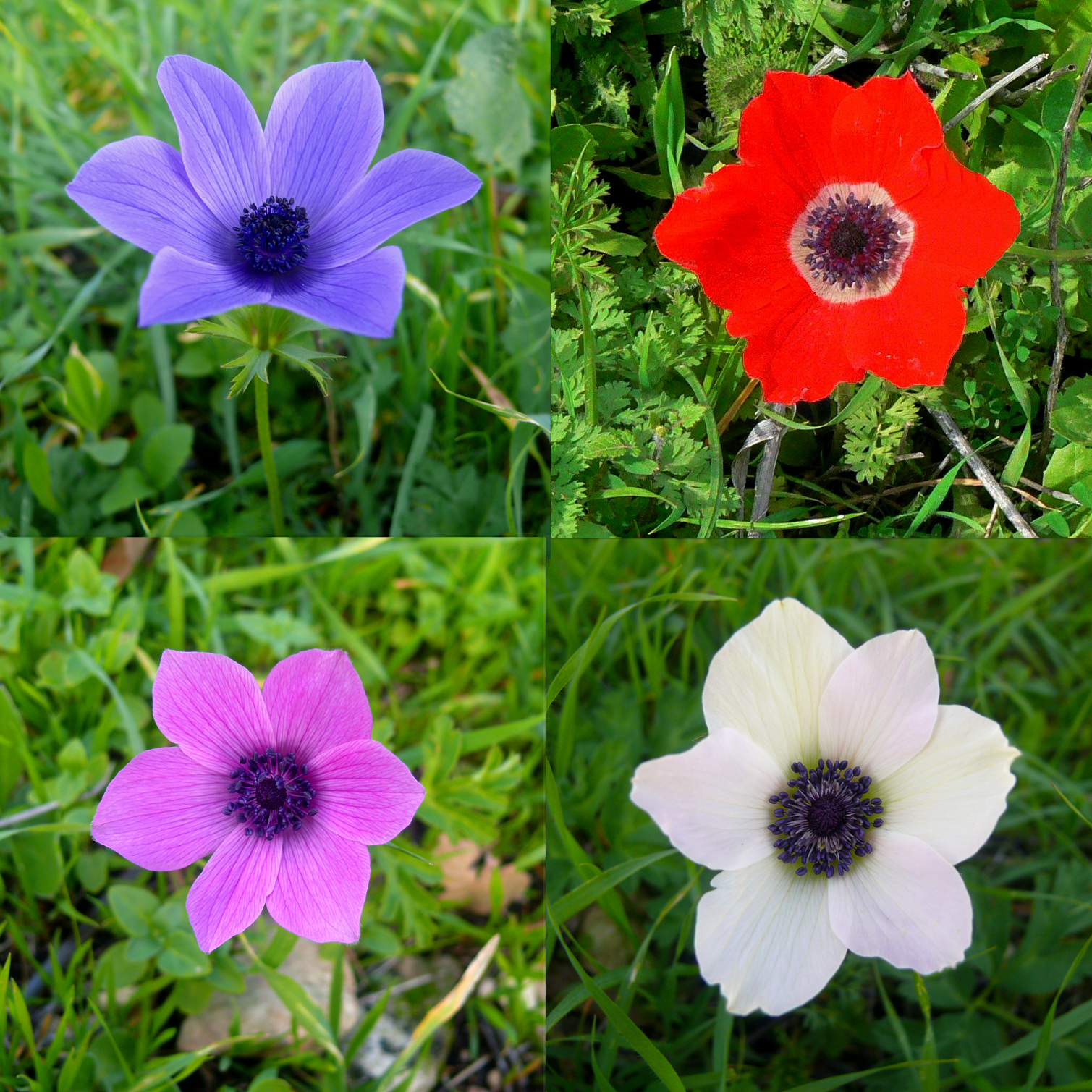
Anémonas de diversos colores. el más común es el rojo.

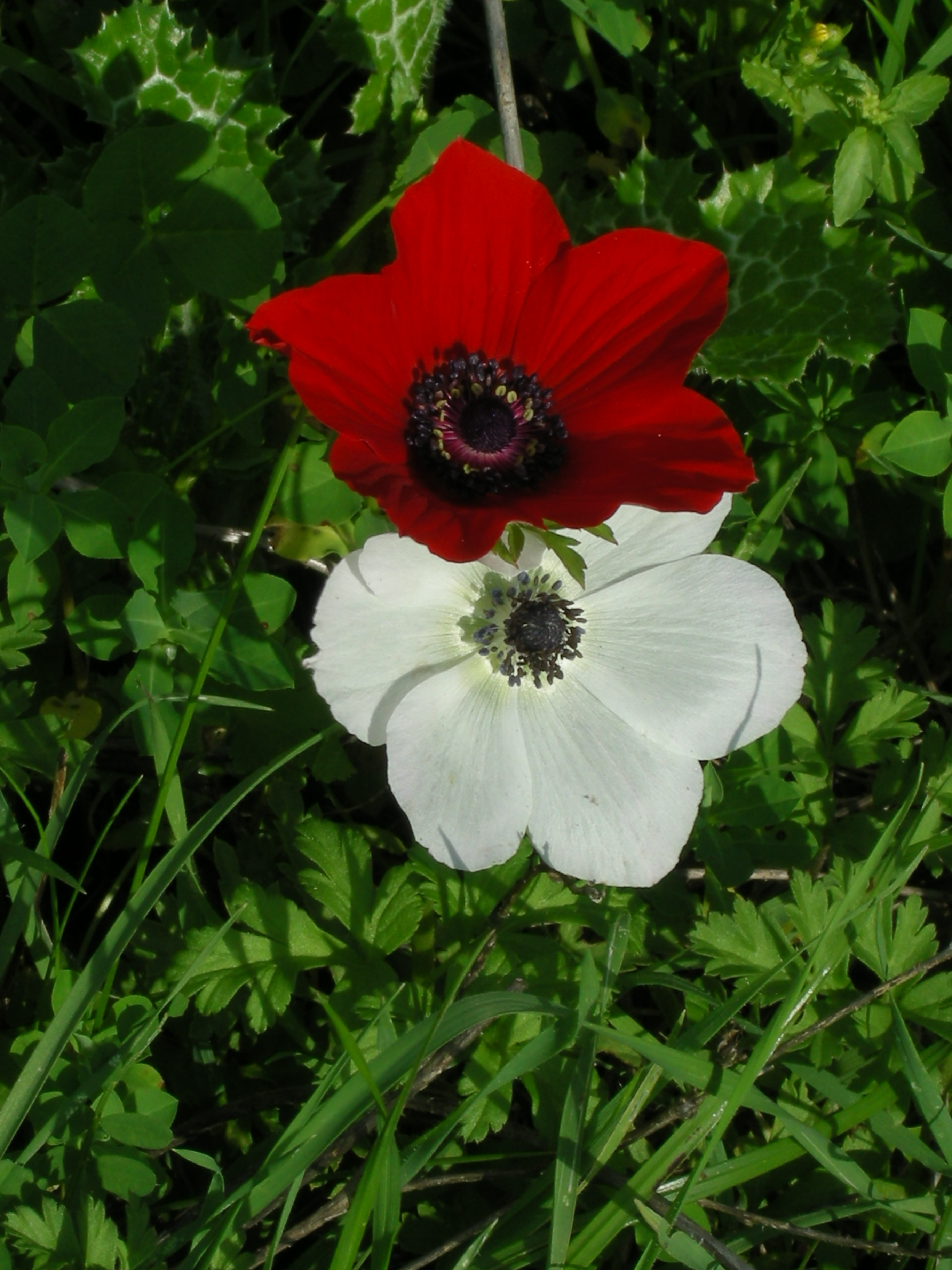
Flores

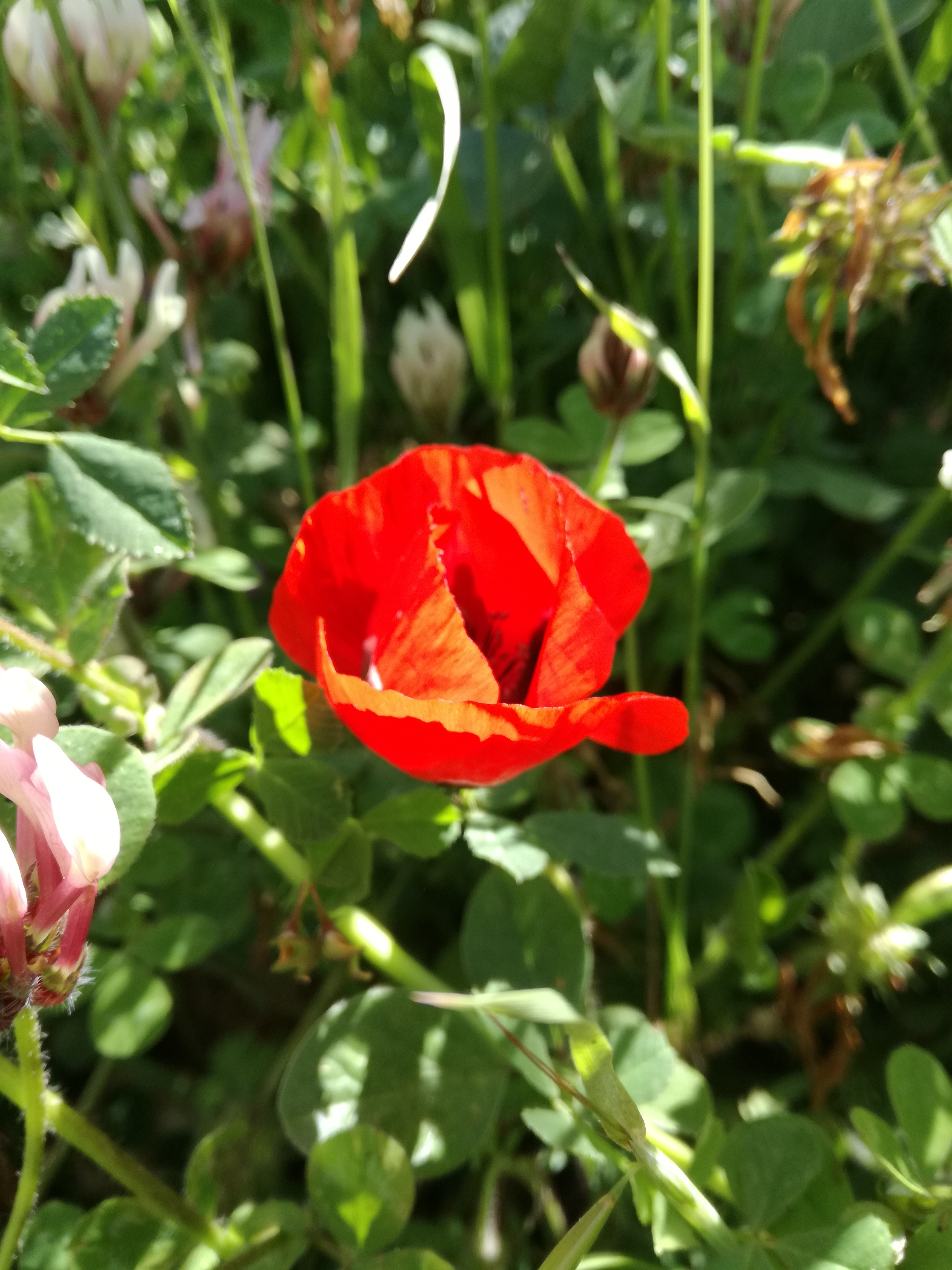

Anemone coronaria conocida como anémona es una especie de fanerógama, originaria de la región mediterránea y cuyas flores se utilizan como ornamentales. 

## Descripción
Es una planta herbácea perenne que crece entre 2 y 4 dm de altura. Forma una roseta basal con unas pocas hojas, las hojas tienen tres foliolos profundamente lobulados. La flor crece en el extremo de un largo pedúnculo y tiene unas pocas hojas justo debajo de los pétalos; la flor puede tener entre 3 y 5 cm de diámetro con entre 5 y 8 pétalos de colores azul, rojos o blancos.

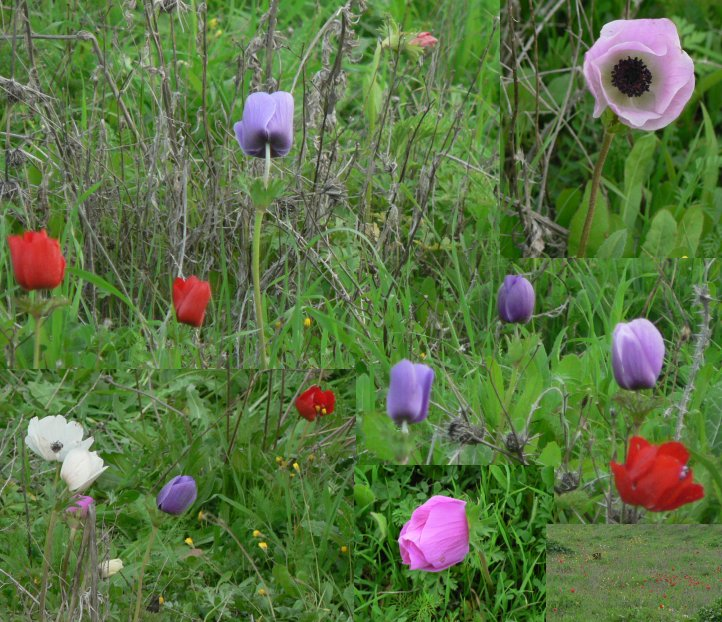
Anémonas de diversos colores. el más común es el rojo.

## Cultivo
Su cultivo está muy extendido para utilizarla como planta ornamental o para flor cortada. Se han seleccionado un gran número de cultivares. Los grupos de cultivares más conocidos son los De Caén y Santa Brígida.
El grupo De Caén son híbridos que se empezaron a cultivar en los distritos franceses de Caen y Bayeux en el siglo XVIII.

## Taxonomía
Anemone coronaria, fue descrita por Carlos Linneo y publicado en Species Plantarum 1: 538, en 1753.

#### Etimología
Anemone: nombre genérico que procede de la palabra griega Άνεμος, que significa viento.
coronaria: epíteto que significa anémona de corona, haciendo alusiones a la realeza.

#### Sinonimia
| - Anemone alba Goaty & Pons - Anemone albiflora Rouy & Foucaud - Anemone coccinea Jord. - Anemone coronarioides Segond - Anemone cyanea Risso - Anemone eunrenia Sprenger - Anemone grassensis Goaty & Pons - Anemone kusnetzowii Woronow ex Grossh. - Anemone mouansii Segond - Anemone nobilis Jord. - Anemone oenanthe Ucria - Anemone praestabilis Jord. - Anemone pusilla DC. - Anemone regina Risso - Anemone rissoana Segond - Anemone rosea Segond - Anemone ventreana Segond - Anemone versicolor Jord. - Pulsatilla coronaria Borkh. |

## Nombres comunes
- Castellano: ababa, anémola, anémona, anémone de Caen, anémone doméstica, anémone imperial, aurora, coronaria, flor de Bruselas, flor de París, flor de lilla[4] / anémone de los jardines[5] / anémona de jardín